# Bombardement de Pocheon
Le bombardement de Pocheon survient le 6 mars 2025 lorsque deux avions de chasse KF-16 de la Force aérienne de la république de Corée larguent accidentellement un total de 8 bombes Mark 82 sur une zone peuplée de civils à Pocheon, dans la province de Gyeonggi, blessant 15 personnes. L'accident se produit lors d'un exercice conjoint qui a lieu entre la Corée du Sud et les États-Unis,.

## Bombardement

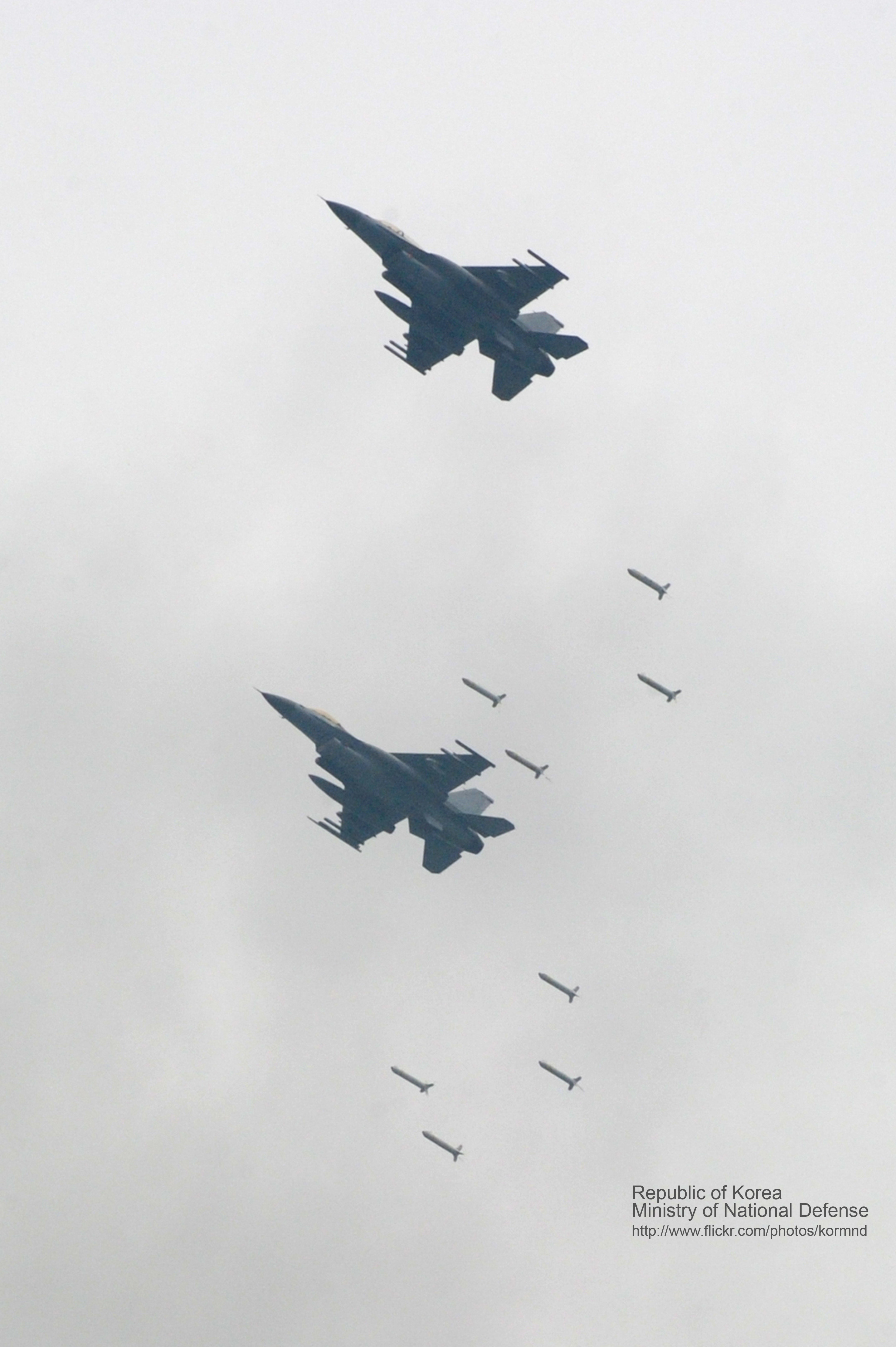
Deux KF-16 larguant des bombes d'entrainement en 2012.

Le bombardement a lieu à 10 h 4 heure locale. Selon les Forces armées de la république de Corée du Sud, un pilote de KF-16 entre des coordonnées incorrectes avant de larguer des bombes Mark 82 sur une zone peuplée de civils. Un deuxième avion largue ensuite également ses bombes. La cause de l'incident est en cours d'enquête. Au total, huit bombes Mark 82 sont larguées.

## Conséquences
Après l'accident, les habitants de Pocheon sont évacués tandis que les équipes de déminage recherchent des munitions non explosées. L'armée sud-coréenne déclare que les exercices de tir réel sont suspendus à la suite du bombardement. L'armée de l'air sud-coréenne déclare qu'elle enquêtera sur l'incident et qu'elle indemnisera les victimes. À la suite du bombardement, quinze personnes sont blessées, dont deux grièvement.